# Элеары
Элеары (пол. Elear, от венг. Eloljaro — «Скачущий впереди», либо от лат. Eligeri — «Избранные») — тип лёгкой кавалерии Речи Посполитой, существовавший в конце XVI — первой половине XVII века.

## История появления и тактическая роль
Элеары походили на сербских и боснийских дели и во многом были «списаны» с них. Так же, как дели и серденгечти, элеары использовались для выполнения опасных, зачастую самоубийственных заданий, и слыли бесшабашными храбрецами. В большинстве случаев на марше они двигались впереди основных сил армии и вели разведку, в бою же мелкими группами атаковали противника, обстреливая его из луков, стремясь нарушить его строй и спровоцировать на контратаку. Со своего появления в начале 1580-х и по 1629 год элеары участвовали почти во всех крупных сражениях. Наиболее видную роль они сыграли в следующих эпизодах:
- Сражение при Пичене (1588 год);
- Сражение при Букоу (1600 год), элеары практически выиграли битву своими силами;
- Сражение при Кокенхузене (1601 год);
- Сражение при Гузуве (1607 год).

К 1620-м годам, в связи с постепенным ростом эффективности огнестрельного оружия, элеары стали играть роль «застрельщиков», начинавших бой.

## Экипировка
Сведения относительно экипировки польских элеаров достаточно ограничены, современные изображения их немногочисленны. По-видимому, внешне они мало, чем отличались от обычных гусар — практически не несли защитного вооружения, а в качестве наступательного использовали лук и, в ближнем бою, саблю. Вместе с тем, упоминалось об одном специфическом атрибуте элеаров — декоративных крыльях, по-видимому, «унаследованных» ими от всё тех же дели. В отличие от крыльев легендарных крылатых гусар, чисто декоративные крылья элеаров были меньше, не имели рам и свободно подвешивались к шее или спине. Всадники с такой экипировкой изображены в дневнике голландского путешественника Абрахама Бота, который, будучи в Польше в начале XVII века, помимо записей делал акварельные зарисовки увиденного. На рисунках Бота, датируемых 1627—1628 годами, наряду с крылатыми гусарами изображены всадники с декоративными крыльями, но без доспехов. Считается, что Бот изобразил польских элеаров, хотя общая экипировка этих всадников мало походит на гусарскую и ближе к амуниции польских казаков.
Возможно также, что на своих рисунках Бот изобразил специфический тип экипировки лисовчиков. Связь между элеарами и лисовчиками до конца неясна. В различных источниках встречается как разделение этих типов кавалерии, так и отождествление их. Причины такого различия кроются, видимо, в том, что элеары как тип кавалерии появились раньше лисовчиков. При этом известно, что казаки из роты Лисовского в 1620-х годах стали называть себя элеарами.